# Capsorubine
Capsorubine is een natuurlijke rode kleurstof in de xanthofylklasse. Als kleurstof voor levensmiddelen heeft het het E-nummer E160c(ii). Capsorubine is een carotenoïde die voorkomt in rode paprika (Capsicum annuum) en een bestanddeel van paprika-oleohars . Capsorubine wordt ook gevonden in sommige soorten lelies. 